# Atherix lugubris
Atherix lugubris är en tvåvingeart som beskrevs av Macquart 1834. Atherix lugubris ingår i släktet Atherix och familjen bäckflugor. Inga underarter finns listade i Catalogue of Life.